# Ismael González de la Serna
Ismael González de la Serna o Ismael del la Serna (Guadix, Granada, 6 de juny de 1898—París, 30 de novembre de 1968) va ser un pintor espanyol de la primera meitat del segle xx. Cosí de l'escriptor Ramón Gómez de la Serna, artista cubista, surrealista i abstracte.

## Biografia
Nascut en Guadix però criat a Granada, ciutat en la qual va transcórrer la seva infància i adolescència, i en el període escolar de la qual faria amistat amb Federico García Lorca i Manuel Ángeles Ortiz, i ja adult, amb Juan Cristóbal, Falla i Andrés Segòvia. Va ser un dels molts pintors de la generació paral·lela al Vint-i-set literari que es van instal·lar a París. En la Escola d'Arts i Oficis de Granada, on coincideix amb Eugenio Gómez Mir, inicia la seva vocació que completarà després a l'Escola de Belles arts de Sant Fernando, a Madrid.
En el Prat practica com a copista d'El Greco, Tiziano, El Bosco i Francisco de Zurbarán. Seran les natures mortes d'aquest últim i la seva visita el 1917 a l'exposició “Grans pintors impressionistes francesos” en el Museu d'Art Modern de la capital d'Espanya, els qui defineixin després part de la seva obra. Torna a Granada fins que el 1921 marxa a París, on s'instal·la de forma irregular, amb eventuals retorns al seu país. A París veu reconeguda la seva obra per Picasso, l'editor Tériade, i el poeta, marxant i animador de la revista Cahiers d'Art, Christian Zervos. A Espanya es va presentar el 1932, convidat per la Societat d'Artistes Ibèrics; aquest any és fitxat per Manuel Bartolomé Cossío per participar en el "Museu circulant" o "Museu del poble" de les Missions Pedagògiques, al costat de Blesa, Fernández Maces o Eduardo Vicente, coordinats per Ramón Gaya en la tasca de copistes d'obres singulars.
El 28 de setembre de 1933 es casa a Cannes amb Susana, la que anés primera esposa de Zervos, amb la qual viatja a Espanya des de Bilbao a Madrid i d'aquí a Granada el 1933. En 1937 participa en el Pavelló Espanyol de l'Exposició Internacional de París. Va fer la seva última gran exposició 1952. Va morir a París als setanta anys.
Queda notícia de dues mostres antològiques després de la seva mort, una el 1968 en el Museu d'Art Modern de la Vila de París, i una altra a Espanya el 1976, organitzada pel banc de Granada, ciutat en la qual té dedicada un carrer.

## Obres
El Museu d'Art Reina Sofia conserva diverses obres de diferents etapes de González de la Serna, entre elles diverses natures mortes cubistes, olis abstractes i pintura surrealista. També podem trobar obres seves dintre de la col·lecció del Museu Abelló, a Mollet del Vallès.